# Oleksandr Bahatsch
Oleksandr Mykolajowytsch Bahatsch (ukrainisch Олександр Миколайович Багач, engl. Transkription Oleksandr Bahach; auch russisch Александр Багач, Aleksandr Bagatsch / Aleksandr Bagach; * 21. November 1966 in Matussiw, Oblast Tscherkassy, Ukrainische SSR) ist ein ehemaliger ukrainischer Kugelstoßer, der seine Karriere bereits in der Sowjetunion begann. 
Der Zweite der Junioreneuropameisterschaften 1985 im Kugelstoßen wurde 1989 Meister der Sowjetunion. Beim Europacup 1989 wurde er wegen Dopings disqualifiziert, was die sowjetische Männermannschaft die Qualifikation zum Weltcup kostete. 
Bei den Halleneuropameisterschaften 1992 in Genf war er wieder startberechtigt und gewann mit 20,75 m Gold. Bei den Hallenweltmeisterschaften 1993 in Toronto gewann er mit 20,63 m Bronze hinter den US-Amerikanern Mike Stulce und Jim Doehring. Bei den Weltmeisterschaften 1993 in Stuttgart gewann der Schweizer Werner Günthör vor den US-Amerikanern Randy Barnes und Mike Stulce. Mike Stulce wurde im Nachhinein wegen Doping disqualifiziert, und Bahatsch erhielt für 20,40 m nachträglich Bronze. 
1994 verteidigte Bahatsch bei den Halleneuropameisterschaften in Paris seinen Titel mit 20,66 m. Bei den Europameisterschaften 1994 in Helsinki gab es einen Dreifachsieg der ukrainischen Kugelstoßer. Oleksandr Klymenko gewann mit 20,78 m vor Bahatsch mit 20,34 m und Roman Wirastjuk mit 19,59 m. Bei den Weltmeisterschaften 1995 belegte Bahatsch mit 20,38 m Platz 4.
Nachdem Bahatsch bei den Halleneuropameisterschaften 1996 in Stockholm mit 19,65 m Sechster geworden war, gewann er bei den Olympischen Spielen in Atlanta mit 20,75 m Bronze hinter Randy Barnes und John Godina (beide USA). Bei den Hallenweltmeisterschaften 1997 in  Paris gewann er mit 20,94 m Silber hinter seinem Landsmann Jurij Bilonoh. Bei den Weltmeisterschaften 1997 in Athen gewann Bahatsch mit 21,47 m vor Godina mit 21,44 m. Fünf Tage später wurde bekannt, dass Bahatsch positiv auf das Stimulanzmittel Ephedrin getestet worden war. Bahatsch musste seine Medaille zurückgeben und erhielt eine Verwarnung, Godina war Weltmeister.  
1998 belegte Bahatsch bei den Halleneuropameisterschaften in Valencia mit 19,89 m Platz 7. Im Freien bei den Europameisterschaften 1998 in Budapest gewann Bahatsch mit 21,17 m Gold. Ebenfalls siegreich war Bahatsch bei den Hallenweltmeisterschaften 1999 in Maebashi mit 21,41 m. Bei den Weltmeisterschaften 1999 in Sevilla gewann Bahatsch mit 21,26 m Bronze hinter Cottrell J. Hunter und Oliver-Sven Buder.
Bahatsch der 1994, 1995, 1998 und 1999 Ukrainischer Meister geworden war, absolvierte seinen letzten internationalen Start am 27. Februar 2000 bei den Halleneuropameisterschaften in Gent. Nachdem er souverän mit 21,18 gewonnen hatte, war seine Dopingprobe positiv, und er wurde als Wiederholungstäter lebenslang gesperrt. Zum Sieger wurde nachträglich der Finne Timo Aaltonen mit 20,62 m erklärt. 
Oleksandr Bahatsch ist 1,94 m groß und wog zu Wettkampfzeiten 135 kg.
Er ist verheiratet mit Switlana, mit der er zwei Töchter hat: Oksana und Julija und einen Sohn Mykola, welcher auch ein Leichtathlet ist.